# Celmira Luzardo
Celmira Luzardo Montenegro (Bogotá, 31 de marzo de 1952-Bogotá, 12 de marzo de 2014), conocida como Celmira Luzardo, fue una actriz colombiana. 
Es recordada por su participación en telenovelas y series como La tregua (1980), Los cuervos (1984-1986), Herencia maldita (1990), La potra Zaina (1993), Yo soy Betty, la fea (1999) y Francisco el Matemático (1999).

## Biografía y carrera

### Primeros años y matrimonio
Celmira Luzardo Montenegro nació el 31 de marzo de 1952 en Bogotá. Tuvo dos hermanos, su hermana Consuelo Luzardo, también actriz, y su hermano Julio Luzardo, director de cine.
Estudio en el Colegio Refous, y en un primera instancia empezó estudiando ingeniería en la Universidad de los Andes, pero decidió abandonar dicha carrera para dedicarse a las artes escénicas. Tras esto, emigró a Londres para estudiar edición y montaje en «The National Film Institute», y tiempo después se trasladó a Italia para estudiar cine en el «Centro Sperimentale di Cinematografia», donde llegó a ser instruida por el escritor Gabriel García Márquez.
En 1971, a los 19 años de edad, contrajo matrimonio con Juan Escobar López.

### Incursión actoral y vida
Tras concluir sus estudios, volvió a Colombia para participar en la telenovela Volverás a mis brazos (1971), emitida en 1971 y la cual sería su primera aparición como actriz. En 1973, participó en la telenovela miniserie La Herencia (1973). En 1977, participó en su primera película titulada Esposos en vacaciones (1977). Un año después en 1978, participó en la serie Manuelita Sáenz (1978). En 1979, apareció en la película Colombia Connection (1979) y en la telenovela Kundry (1979).
En 1980, protagonizó la telenovela La tregua (1980). En 1981, su esposo fue asesinado por un disparo cuando un celador los atacó a ambos. Luego de su muerte, declaró que lo consideraba como «el amor de su vida». Tres años después en 1984, reapareció participando en las series Testigo ocular (1984) y Los cuervos, en la que trabajo de 1984 a 1986. En 1988, participó en la telenovela La sombra de otra (1988). En esta misma década, se casó por segunda ocasión con el director artístico Marco Canevari, con quien procreó a su única hija, Laura Canevari.
Para 1990, estelarizó en dos telenovelas, El pasado no perdona (1990) y Herencia maldita (1990). En 1992, fue protagonista de la serie La quinta hoja del trebol (1992) y un año después, en 1993, intervino en la telenovela La potra Zaina. Tres años después en 1996, Luzardo participó en la serie Cazados (1996). En 1997, participó en la serie La mujer del presidente (1997) y un año después en 1998, participó en la telenovela El amor es más fuerte (1998). En 1999, personificó a «Catalina Ángel» en la telenovela Yo soy Betty, la fea (1999) transmitida de 1999 a 2001. Este personaje fue uno de sus papeles más importantes y el que la consagró como actriz. Su participación en dicha telenovela fue central al ser la encargada de ayudarle al personaje de Betty a mejorar su aspecto físico y darle seguridad en sí misma.
Su último trabajo actoral lo realizó de 1999 a 2003 en la telenovela, Francisco el matemático. Justo en 2003, anunció su retiro profesional y se fue a vivir a la ciudad de San Andrés, Colombia, con la finalidad de llevar una vida más tranquila alejada del mundo artístico.

## Enfermedad y muerte
En 2011, fue diagnosticada con cáncer de estómago por lo que decidió dejar su casa en la isla de San Andrés, optando por regresar a Bogotá para comenzar un tratamiento contra la enfermedad y estar cerca de su hermana Consuelo Luzardo.
El 12 de marzo de 2014, Luzardo falleció debido a complicaciones respiratorias derivadas de esa enfermedad a los 61 años en Bogotá. El mismo mes cumpliría 62 años. Al día siguiente el 13 de marzo, su cuerpo fue velado en la funeraria Gaviria, ubicada al norte de Bogotá, se le realizó una misa y posteriormente su cuerpo fue cremado en el cementerio Jardines de la Paz. En diciembre, su hermana Consuelo Luzardo, y su hija Laura Canevari, esparcieron sus cenizas en el mar de siete colores, ubicado en la isla de San Andrés.

## Filmografía
- Francisco el matemático (1999)
- Yo soy Betty, la fea (1999)
- El amor es más fuerte (1998)
- La mujer del presidente (1997)
- Cazados (1996)
- La potra Zaina (1993)
- La quinta hoja del trebol (1992)
- Herencia maldita (1990)
- El pasado no perdona (1990)
- La sombra de otra (1988)
- Los cuervos (1984-1986)
- Testigo ocular (1984)
- La tregua (1980)
- Kundry (1979)
- Colombia Connection (1979)
- Manuelita Sáenz (1978)
- Esposos en vacaciones (1977)
- La Herencia (1973)
- Volverás a mis brazos (1971)